# PageGroup
PageGroup es una empresa de reclutamiento basada en Weybridge, Reino Unido.

## Historia
La compañía fue formada en 1976 por Michael Page y Bill McGregor que colocó el contador en posiciones permanentes en el Reino Unido. En 1979 había abierto oficinas en Manchester, Birmingham, Glasgow, Leeds y Bristol. En 1985 se abrió una oficina en Australia y la organización se abrió en Francia en 1986. Michael Page se retiró en 1995, con Terry Benson designado como jefe ejecutivo en 1990.
En 1983, Michael Page International fue incluido por primera vez en el mercado de valores no cotizado. Michael Page fue admitido en la Bolsa de Valores de Londres en 1988. En 1997, fue adquirida por Spherion Corporation (anteriormente Interim Services Inc). Fue desmembrada de la Corporación de Spherion en 2001. En 2006, Terry Benson renunció y Steve Ingham fue nombrado como director ejecutivo.
En octubre de 2012, Michael Page International renombró como PageGroup. El negocio comenzó a operar a través de tres marcas clave: Page Executive, Michael Page y Page Personnel, con el apoyo de marcas complementarias en sus ubicaciones internacionales.
En noviembre de 2016, PageGroup fue hackeado cuando un servidor de desarrollo operado por Capgemini fue atacado.

### Operaciones
PageGroup es un proveedor de contratación permanente y temporal para profesionales de oficina, profesionales calificados y ejecutivos que está organizada en tres marcas operacionales. La empresa se especializa en la contratación de profesionales calificados en diversas disciplinas.